# باتاغاي
باتاغاي (بالروسية: Батагай) هي مدينة في جمهورية ياقوتيا في روسيا.
يبلغ عدد سكانها حوالي 3770 نسمة.